# Terroristattackerna i Bombay 2008
Terroristattackerna i Bombay 2008 inträffade den 26 november 2008 i Bombay (Mumbai), känd som Indiens största finansstad. De fyra dagar långa terrorattackerna riktades mot flera byggnader och attackerna utfördes av den i Pakistan baserade terrorgruppen Lashkar-e-Taiba.

## Allmänt
Det beräknas att 175 människor dog i attackerna, inklusive nio av de tio gärningsmännen från islamistiska Lashkar-e-Taiba. Av offren för terrordåden var 26 utlänningar. Minst 308 människor skadades.

## Attackerna
Terroristattackerna var en serie av koordinerade attacker som pågick i Bombay mellan den 26 och 29 november 2008 då indiska säkerhetsstyrkor fick kontroll över samtliga av terroristernas ockuperade byggnader. Åtta attacker skedde i södra Bombay: vid Chhatrapati Shivaji Terminus (en järnvägsstation); på två femstjärniga hotell: Oberoi Trident vid Nariman Point, och Taj Mahal Palace & Tower nära "Gateway of India"; vid Leopold Cafe, en populär turistrestaurang i Colaba; vid Cama Hospital; vid den ortodoxa judiska Nariman House; vid Metro Adlabs-biografen; samt vid Mumbai Police's huvudkvarter där åtminstone tre högt rankade poliser, inkluderat chefen för antiterrorism, Maharashtra, dog i eldstrid. Det var också en explosion vid Mazagaon-hamnen i Bombays hamnområde. Den tionde incidenten involverade en taxiexplosion vid Vile Parle, nära flygplatsen även om det är osäkert huruvida denna explosion kan kopplas till de övriga attackerna.

## Rättegångarna
En av gärningsmännen, 21-årige Ajmal Kasab, greps levande; den enda av de tio som inte dödades av säkerhetsstyrkor under attentatet. Han dömdes den 6 maj 2010 till döden för sin inblandning i terrorattacken och avrättades den 21 november 2012. Det var Indiens första avrättning på åtta år.
I USA dömdes David Headley till 35 års fängelse, bland annat för sin medverkan i terroristattackerna i Bombay 2008.

## Platser
| Plats                                        | Typ av attack                                                                                      |
| -------------------------------------------- | -------------------------------------------------------------------------------------------------- |
| Chhatrapati Shivajistationen järnvägsstation | Skottlossning, granatkastning.                                                                     |
| Södra Bombaypolisens högkvarter              | Skottlossning.                                                                                     |
| Leopold Café, Colaba                         | Skottlossning, granatkastning.                                                                     |
| Taj Mahal Palace & Tower hotell              | Skottlossning, sex explosioner, brand på högsta våningen, gisslantagning, RDX hittades i närheten. |
| Oberoi Trident hotell                        | Skottlossning, explosioner, gisslantagning, brand.                                                 |
| Mazagaon hamn                                | Explosion, båt med militära vapen kapad.                                                           |
| Cama Hospital                                | Skottlossning, gisslantagning.                                                                     |
| Nariman House (Mumbai Chabad House)          | Ockupation, skottlossning, gisslan. Ägd av, och hem till, Chabad Lubavitch (Chabad huset).         |
| Vile Parle förort, Norra Bombay              | Bilbombsexplosion .                                                                                |
| Girgaum Chowpatty                            | 2 terrorister tillfångatogs.                                                                       |
| Tardeo                                       | 2 terrorister greps.                                                                               |